# بريتاني أوبراين
بريتاني أوبراين (بالإنجليزية: Brittany O'Brien) هي غطاسة أسترالية، ولدت في 27 مايو 1998 في سيدني في أستراليا.

## وصلات خارجية
- بريتاني أوبراين على موقع الاتحاد الدولي للسباحة (الإنجليزية)
- بريتاني أوبراين على موقع قاعدة بيانات الغوص IAT (الألمانية)
- بريتاني أوبراين على موقع اللجنة الأولمبية الدولية (الإنجليزية)
- بريتاني أوبراين على موقع أوليمبيديا (الإنجليزية)
- بريتاني أوبراين على موقع اللجنة الأولمبية الأسترالية (الإنجليزية)